# KN-08 핵탄두
KN-08 핵탄두는 2016년 3월 9일 북한이 공개한 KN-08 미사일의 핵탄두를 말한다. 북한이 공개를 하면서, 핵탄두의 정확한 모델명, 제원은 밝히지 않았다.

## SS-20
2003년 9월 탈북한 북한 원자력총국 부설 38호 연구소장 김광빈(51) 박사는 "북한은 20여년 전 옛소련에서 6,000km 사거리의 40kt급 핵탄두미사일 3기를 수입했다"며 "이중 1기는 1983년 38호연구소에서 해체해 개조용 실험연구에 사용했고 2기는 동해안과 백두산 삼지연기지에 각각 실전 배치돼 있다."고 진술서를 작성했다. 당시 미국과 소련은 극동지역에 SS-20 배치 문제로 크게 대립중이었다.

## 수소폭탄

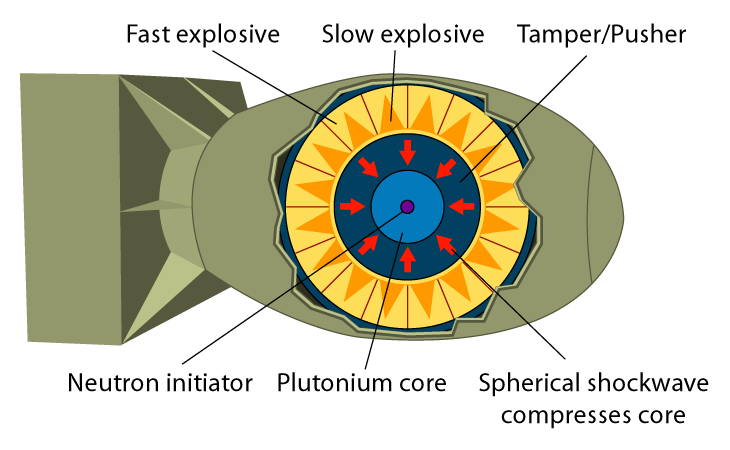
내폭형 핵분열탄의 디자인

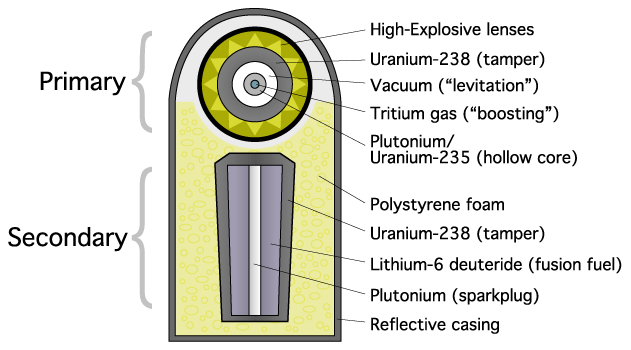
수소폭탄의 디자인. 길쭉하다

공개된 핵탄두가 수소폭탄은 아니라고 한다. 영국의 군사정보업체 IHS 제인스의 칼 듀이 선임연구원은 단순한 내폭형 플루토늄 핵폭탄일 수도 있고, 또는 증폭형 핵분열탄일 수도 있다고 평가한다. 팻맨에는 없는 마개 같은 장치가 붙어있기 때문에, 이 마개를 통해 이중수소, 삼중수소를 주입해 핵융합을 일으키는 증폭형 핵분열탄일 수 있다는 것이다. 수소폭탄은 길쭉한 형태이기 때문에, 구형은 수소폭탄은 아니라고 판단한다.
미국의 핵탄두는 대부분이 수소폭탄인데, 모두 W80 핵탄두 처럼, 텔러-울람 디자인을 사용하기 때문에, 길쭉하게 생겼다. 반면에 증폭형 핵분열탄은 내폭형 핵분열탄과 같이, 보통 축구공, 골프공 모양이다.

## 폭발력
지름 60 cm, 무게 200 kg인 골프공 모양의 증폭형 핵분열탄일 경우, TNT 몇 킬로톤의 폭발력을 낼 수 있는가에 대해, 전문가들은 아직 답변하지 않고 있다.
2016년 4월 19일 이스라엘 피셔항공우주전략연구소의 탈 인바르 우주연구센터장은 미국 하원 세미나에 참석해, 탄두 지름을 60cm로 계산할 경우 폭발력 40∼80kt에 달하는 핵무기를 탑재할 수 있다고 말했다.
2016년 1월 북한은 4차 핵 실험이 성공했다면서, 최초의 수소폭탄 실험이라고 매우 자랑스러워 하면서 대대적으로 보도했다. 그리고 3월 김정은이 매우 자랑스러운 표정을 지으며, 언론에 KN-08 핵탄두를 공개했다.
4차 핵 실험은 대한민국 기상청, 일본 기상청, 미국 지질조사소(USGS), 유럽지진센터는 모두 리히터 규모 5.1이라고 판단했다. 대한민국 국방부는 리히터 규모 5.1는 핵출력 6kt 정도로서, 그 정도로 북한이 수소폭탄을 실험했다고 하기는 무리라고 주장했다. 그러나 1962년 미국 네바다 핵 실험장의 세단 핵 실험은 핵출력 TNT 104 kt의 수소폭탄을 터뜨려, 리히터 규모 4.75의 인공지진이 발생했다. 4.95면 208 kt, 5.15면 416 kt이라는 의미이다.
만약 3월에 공개한 KN-08 핵탄두가 1월의 4차 핵 실험에 사용하고, 첫 수소폭탄이라며 자랑하며 곧바로 김정은이 실물을 공개한 것이라면, 핵출력이 TNT 400 kt일 수 있다.
소련이 세계 최초의 수소폭탄이라고 주장하는 RDS-6가 축구공 모양에, 400 kt이었다.

## 크기
축구공, 골프공 모양의 핵탄두 직경은 50-80 cm이다.
장영근 한국항공대학교 교수는 통상 무게 1톤, 지름 90cm 정도가 소형, 경량화한 핵탄두로 분류된다고 말한다.
국제원자력기구(IAEA) 전 사무차장인 올리 하이노넨 하버드대 부설 벨퍼센터 수석연구위원은 직경 50~63cm, 무게 300kg 내외이며, 북한이 보유한 중ㆍ장거리 미사일에 최적화한 형태라고 평가했다. 1차 북핵위기, 2차 북핵위기 때 20여 차례 북한을 방문해 영변 핵시설 사찰 작업을 주도하는 등 북한의 핵 기술 발전과정과 수준에 대해 가장 정통한 인물이다.
이춘근 과학기술정책연구원 선임연구위원은 지름은 대략 50~60cm로, 직경이 각각 90cm, 135cm로 알려진 스커드와 노동 미사일에 탑재할 수 있으며, 구형 물체의 중량도 500~700kg이고, 나머지 탄두 및 폭약을 주입해도 1톤을 넘지 않을 것이라고 예상한다. 고폭렌즈도 90개 이상이라 정교하다고 평가한다.
서균렬 서울대 원자핵공학과 교수는 공개된 것이 조악한 모조품으로서, 핵탄두 중량이 2톤으로 보여, 스커드, 노동 미사일에 탑재할 수 없다고 본다.
2016년 3월 11일, 미국의 대표적 핵 전문가로 꼽히는 뉴아메리카 재단의 제프리 루이스 미국 비확산센터(CNS) 소장은 북한 전문 웹사이트 38노스에 기고한 글에서, 북한의 핵탄두가 지름 60cm, 무게 200∼300kg 정도라고 보았다.
올브라이트 소장은 "소형화가 지나치게 복잡한 기술로 과장되는 경향이 있으며, 1980년대부터 핵 프로그램을 추진해 수 차례의 핵 실험까지 거친 북한에게 핵탄두 크기를 작게 만드는 것은 더 이상 문제가 아니라"고 말했다.
데이비드 올브라이트 미국 과학국제안보연구소 소장은 핵탄두 소형화가 매우 어려운 기술인 것처럼 과장되는데, 실제로는 그렇게까지 고도의 기술이 필요한 것은 아니며, 오히려 핵무기 폭발력을 높이는 것과 핵탄두를 탑재한 대기권 재진입 로켓을 개발하는 것이 고도의 기술이 필요하다고 지적한다.

## 기술수준
NRDC의 핵군축 담당 수석 과학자인 토마스 코크란 박사는 고급기술시 3kg, 중급기술시 3.5kg, 저급기술시 6kg의 플루토늄이면 히로시마 핵폭탄 리틀보이에 해당하는 TNT 20kt급 핵폭탄을 만들 수 있으며, 고급 1kg, 중급 1.5kg, 저급 3kg이면 TNT 1kt급 핵폭탄을 만들 수 있다고 본다.
전문가들은 북한이 공개한 수소폭탄이 고급, 중급, 저급 중 어디에 해당하는지를 언급하지 않고 있다. 그러나 김정은이 전세계에 자랑스럽게 수소폭탄을 공개한 것을 보면, 중급, 저급이 아니라 고급기술 수준임을 과시하려는 것이 아닌가 추측된다.
2005년 3월 월간 말지의 인터뷰에서, "북한의 비공식 대변인"이라는 김명철(61) 박사는 북한이 1980년대 중반 300 kg의 수입 플루토늄을 보유하고 있었고, 요즘은 플루토늄 1 kg만 있으면 핵폭탄 1개를 만들 수 있다고 말했다. 북한이 고급기술을 보유했다는 주장으로 보인다.

## 반응
한국군 내부에서는 "북한의 블러핑(bluffing, 엄포)에 말려들 필요가 없다"는 의견이 많다.
북한의 핵탄두 공개 직후, 로널드 레이건 대통령의 특별보좌관과 정치잡지 인콰이어리의 편집장을 지낸 보수 논객 더그 밴도우는 "한국의 핵무장이 필요한 시점"이며, "중국, 러시아, 북한 등 '나쁜 녀석들'은 모두 핵무기를 갖고 있는데, 일본이나 한국 등 미국의 동맹국들은 미국의 핵우산에만 의존하고 있는 실정"이라면서, "한국과 일본이 독립적인 핵 억제력을 갖게 된다면 북한뿐 아니라 중국 저지에도 효과가 있으며 이는 미국에 이익이 되는 것"이라고 주장했다. "40여 년 전 한국의 핵무장을 추진했던 박정희 전 대통령은 선견지명이 있었다"며 "이제 동북아의 '좋은 친구들'(미국의 우방국) 역시 핵무장을 해야 할 시점"이라고 주장했다.

## 같이 보기
- 핵무기 디자인
- W47 - 미국 최초의 소형화된 열핵탄두
- KN-22 열핵탄두
- 수소폭탄